# ميدلسكس (فيرمونت)
ميدلسكس (بالإنجليزية: Middlesex, Vermont)‏ هي بلدة تقع بولاية فيرمونت في الولايات المتحدة. تبلغ مساحتها 103.2 (كم²)، وترتفع عن سطح البحر 243 م، بلغ عدد سكانها 1731 نسمة في عام 2010 حسب إحصاء مكتب تعداد الولايات المتحدة .

## وصلات خارجية
- middlesexvermont.org
- The US50 - Cities and Towns in Vermont State
- Vermont Cities and Towns, Facts, Map, Flag, Colleges, Government, and More